# Demonte
Demonte é uma comuna italiana da região do Piemonte, província de Cuneo, com cerca de 2.039 habitantes. Estende-se por uma área de 127 km², tendo uma densidade populacional de 16 hab/km². Faz fronteira com Aisone, Castelmagno, Marmora, Moiola, Monterosso Grana, Pradleves, Sambuco, Valdieri, Valloriate, Vinadio.

## Demografia
| Variação demográfica do município entre 1861 e 2011                               |
|                                                                                   |
| Fonte: Istituto Nazionale di Statistica (ISTAT) - Elaboração gráfica da Wikipedia |